# Palazzo Carozzi-Sannini
Il Palazzo Carozzi-Sannini è un edificio storico che si trova a Borgo a Buggiano, frazione del comune di Buggiano, provincia di Pistoia.

## Storia
Edificato nel XVIII secolo dai Carozzi, famiglia aristocratica locale. Nel 1824 Eulalia Sannini, vedova Carozzi, fondò presso il palazzo il Pio Istituto Carozzi-Sannini, con finalità educative ed umanitarie. L'istituto forniva istruzione gratuita, religiosa e laica, alle fanciulle di Buggiano e Massa e Cozzile comprese tra i 7 e i 18 anni, avviandole anche ai lavori femminili. Nel 1834 fu fondato l'asilo infantile, che nel 1968 divenne scuola materna statale. Le insegnanti erano stipendiate e avevano l'obbligo del nubilato. Il metodo educativo proveniva dall'Inghilterra ed era improntato al "mutuo insegnamento", ossia le allieve più brave all'educazione delle più giovani. Nel 1843, alla morte di Eulalia Carozzi-Sannini, l'intero palazzo fu destinato alle attività socio-educative. Nel 1940 presso il palazzo fu istituita una sezione parificata di scuola elementare, gestita dalle suore zitine. Nel 1980 l'istituto fu sciolto, il palazzo e le sue pertinenze divennero proprietà del comune di Buggiano.
Attualmente è sede della Scuola dell'Infanzia di Borgo a Buggiano.